# Korai szegfű
A korai szegfű vagy német szegfű (Dianthus plumarius subsp. praecox) a szegfűvirágúak (Caryophyllales) rendjébe, ezen belül a szegfűfélék (Caryophyllaceae) családjába tartozó Dianthus plumarius egyik alfaja.
Magyarországon védelem alatt áll.

## Élőhelye
Észak-kárpáti, hegyvidéki endemikus alfaj, mészkősziklagyepekben él. Előfordul az Aggteleki-karszton, és a Bükk-vidéken.

## Leírása

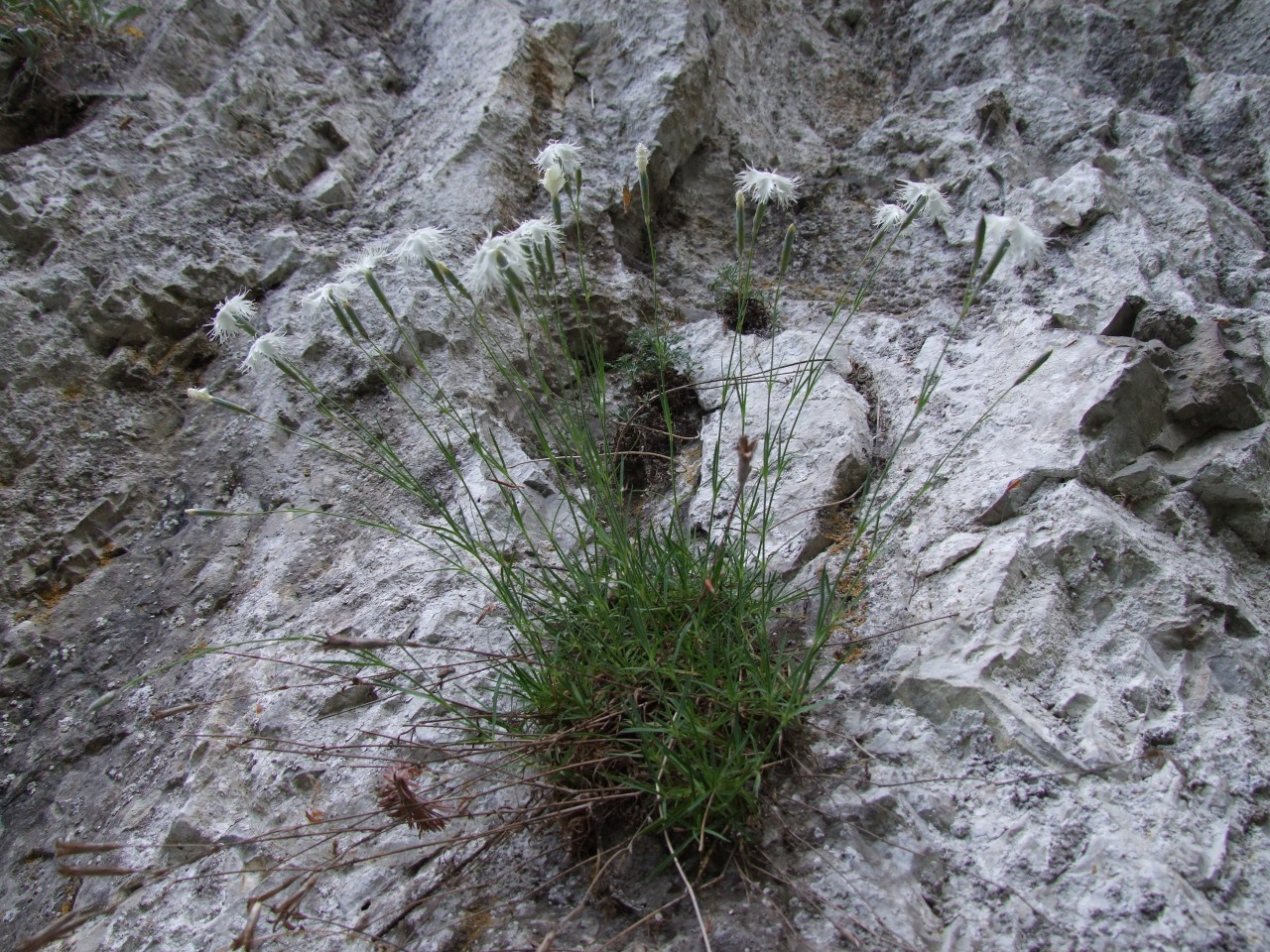
Korai szegfű

Gyepes, 15-25 centiméter magas, fehér vagy ritkán halvány rózsaszín virágú, rojtos szirmú évelő. A szár négyszögletes, 3-5 pár szálas levéllel. A meddő hajtások levelei szintén szálasak, 4-6 centiméter hosszúak, zöldek, ősz felé szürkések. A virágok 5 tagúak, a hajtáscsúcsokon általában magányosak. A csöves csésze 20-25 milliméter hosszú és körülbelül 4 milliméter széles, a csészepikkelyek körülbelül a harmadáig érnek, rendszerint piroslók.
A közel rokon alfajoknál – Lumnitzer-szegfű, István király-szegfű – a meddő hajtások levelei csak 2-3 centiméter hosszúak, szürkészöldek. A többi hazai szegfű szára hengeres, több levelű.